# Shamokin
Shamokin és una població dels Estats Units a l'estat de Pennsilvània. Segons el cens del 2000 tenia 8.009 habitants.

## Demografia
Segons el cens del 2000, Shamokin tenia 8.009 habitants, 3.742 habitatges, i 2.028 famílies. La densitat de població era de 3.725,7 habitants/km².
Dels 3.742 habitatges en un 24% hi vivien nens de menys de 18 anys, en un 36,4% hi vivien parelles casades, en un 13% dones solteres, i en un 45,8% no eren unitats familiars. En el 41,2% dels habitatges hi vivien persones soles el 22,6% de les quals corresponia a persones de 65 anys o més que vivien soles. El nombre mitjà de persones vivint en cada habitatge era de 2,13 i el nombre mitjà de persones que vivien en cada família era de 2,89.
Per edats la població es repartia de la següent manera: un 22,2% tenia menys de 18 anys, un 7,2% entre 18 i 24, un 26,2% entre 25 i 44, un 22,6% de 45 a 60 i un 21,9% 65 anys o més.
L'edat mediana era de 41 anys. Per cada 100 dones de 18 o més anys hi havia 80,6 homes.
La renda mediana per habitatge era de 20.173$ i la renda mediana per família de 30.038$. Els homes tenien una renda mediana de 28.261$ mentre que les dones 19.120$. La renda per capita de la població era de 12.354$. Entorn del 19,3% de les famílies i el 24,2% de la població estaven per davall del llindar de pobresa.

## Poblacions més properes
El següent diagrama mostra les poblacions més properes.